# HD 10588
HD 10588，又名BD+31 301，SAO 54939、HR 503，是一颗恒星，视星等为6.34，位于銀經135.65，銀緯-29.38，其B1900.0坐标为赤經1h 38m 7.2s，赤緯+31° -29.38′ 18″。